# Изложба „Нови чланови” (1965)
Изложба „Нови чланови” се одржала у периоду од 27. фебруара до 8. марта 1965. године у Уметничком павиљону „Цвијета Зузорић”.

## Излагачи
1. Радуле Анђелковић
2. Филип Буловић
3. Павле Блесић
4. Миодраг Вартабедијан
5. Војин Величковић
6. Драгиња Влашић
7. Лазар Димитријевић
8. Властимир Дискић
9. Ђељош Ђоковић
10. Светозар Јоановић
11. Божидар Лазаревић
12. Милосав Лазаревић
13. Радмила Лазаревић
14. Милан Лајешић
15. Виктор Мајданџић
16. Борис Марковић
17. Душан Микоњић
18. Иванка Миловановић
19. Бранимир Минић
20. Томислав Митровић
21. Слободан Михаиловић
22. Петар Мојак
23. Миливоје Новаковић
24. Душан Перчинков
25. Михаило Станић
26. Милан Станојев
27. Тодор Стевановић
28. Милорад Ступовски
29. Марина Тадић
30. Михаило Трипковић